# Гуцький
Гуцький або Гудський (*д/н — квітень 1650) — український політичний та військовий діяч, кошовий отаман Війська Запорозького.

## Життєпис
Про нього мало збереглося відомостей. У 1650 році обирається кошовим отаманом. За деякими відомостями до того брав участь у походах козацької армії 1648—1649 років проти поляків. Із самого початку виступив проти Зборівської угоди, особливо проти обмеження реєстру й повернення колишніх кріпаків до панів. Його підтримала голота та незаможні козаки, які були незадоволені встановленням панських порядків на території, підконтрольної Хмельницькому.
За пропозицією Гуцького на Січі було обрано нового гетьмана — Худолія — замість Богдана Хмельницького. Втім виступ Гуцького і Худолія не вдався: вже у квітні Худолія при підтримці січової старшини було схоплено й страчено, Гуцький також загинув.
Проте така ситуація занепокоїла Хмельницького. Гетьманське оточення планувало навіть провести каральний похід, щоб поставити на Запорожжі надійну старшину. Але відновлення війни з Річчю Посполитою завадила цим планам.